# Piłka nożna na Letnich Igrzyskach Olimpijskich 2020 – turniej mężczyzn
Turniej mężczyzn w piłce nożnej na Letnich Igrzyskach Olimpijskich 2020 w Japonii był 27. edycją w historii igrzysk.

## System rozgrywek
Do rywalizacji przystąpiło 16 drużyn, podzielonych na cztery grupy. W każdej z nich zmagania toczą się systemem kołowym, a po dwa najlepsze zespoły z grup uzyskają awans do ćwierćfinału. Od tej fazy pojedynki przeprowadzone zostaną systemem pucharowym (jedno spotkanie, przegrywający odpada, a zwycięzca kwalifikuje się do kolejnej fazy).

## Terminarz
| GR | Faza grupowa | ¼ | Ćwierćfinały | ½ | Półfinały | 3 | Mecz o 3. miejsce | F | Finał |

| 22.07 | 23.07 | 24.07 | 25.07 | 26.07 | 27.07 | 28.07 | 29.07 | 30.07 | 31.07 | 1.08 | 2.08 | 3.08 | 4.08 | 5.08 | 6.08 | 7.08 |
| ----- | ----- | ----- | ----- | ----- | ----- | ----- | ----- | ----- | ----- | ---- | ---- | ---- | ---- | ---- | ---- | ---- |
| GR    |       |       | GR    |       |       | GR    |       |       | ¼     |      |      | ½    |      |      | 3    | F    |

## Miasta i stadiony
Turniej rozgrywany jest na 6 stadionach w 6 różnych miastach:
- w Kashimie (Stadion Kashima)
- w Rifu (Stadion Miyagi)
- w Saitamie (Stadion Saitama)
- w Sapporo (Sapporo Dome)
- w Chōfu (Stadion Ajinomoto)
- w Jokohamie (Stadion Nissan)

Mecz otwarcia odbędzie się w Chōfu, mecz o 3. miejsce w Saitama, natomiast finał w Jokohama.
| Chōfu, Tokio                                                                  | Saitama                                                                       | Jokohama                                                                      | Kashima           |
| ----------------------------------------------------------------------------- | ----------------------------------------------------------------------------- | ----------------------------------------------------------------------------- | ----------------- |
| Stadion Ajinomoto                                                             | Stadion Saitama                                                               | Stadion Nissan                                                                | Stadion Kashima   |
| Pojemność: 48 000                                                             | Pojemność: 62 000                                                             | Pojemność: 70 000                                                             | Pojemność: 42 000 |
|                                                                               |                                                                               |                                                                               |                   |
| TokioSaitamaJokohamaSapporoKashimaSendaiMiasta-organizatorzy na mapie Japonii | TokioSaitamaJokohamaSapporoKashimaSendaiMiasta-organizatorzy na mapie Japonii | TokioSaitamaJokohamaSapporoKashimaSendaiMiasta-organizatorzy na mapie Japonii | Rifu              |
| TokioSaitamaJokohamaSapporoKashimaSendaiMiasta-organizatorzy na mapie Japonii | TokioSaitamaJokohamaSapporoKashimaSendaiMiasta-organizatorzy na mapie Japonii | TokioSaitamaJokohamaSapporoKashimaSendaiMiasta-organizatorzy na mapie Japonii | Stadion Miyagi    |
| TokioSaitamaJokohamaSapporoKashimaSendaiMiasta-organizatorzy na mapie Japonii | TokioSaitamaJokohamaSapporoKashimaSendaiMiasta-organizatorzy na mapie Japonii | TokioSaitamaJokohamaSapporoKashimaSendaiMiasta-organizatorzy na mapie Japonii | Pojemność: 48 000 |
| TokioSaitamaJokohamaSapporoKashimaSendaiMiasta-organizatorzy na mapie Japonii | TokioSaitamaJokohamaSapporoKashimaSendaiMiasta-organizatorzy na mapie Japonii | TokioSaitamaJokohamaSapporoKashimaSendaiMiasta-organizatorzy na mapie Japonii |                   |
| TokioSaitamaJokohamaSapporoKashimaSendaiMiasta-organizatorzy na mapie Japonii | TokioSaitamaJokohamaSapporoKashimaSendaiMiasta-organizatorzy na mapie Japonii | TokioSaitamaJokohamaSapporoKashimaSendaiMiasta-organizatorzy na mapie Japonii | Sapporo           |
| TokioSaitamaJokohamaSapporoKashimaSendaiMiasta-organizatorzy na mapie Japonii | TokioSaitamaJokohamaSapporoKashimaSendaiMiasta-organizatorzy na mapie Japonii | TokioSaitamaJokohamaSapporoKashimaSendaiMiasta-organizatorzy na mapie Japonii | Sapporo Dome      |
| TokioSaitamaJokohamaSapporoKashimaSendaiMiasta-organizatorzy na mapie Japonii | TokioSaitamaJokohamaSapporoKashimaSendaiMiasta-organizatorzy na mapie Japonii | TokioSaitamaJokohamaSapporoKashimaSendaiMiasta-organizatorzy na mapie Japonii | Pojemność: 42 000 |
| TokioSaitamaJokohamaSapporoKashimaSendaiMiasta-organizatorzy na mapie Japonii | TokioSaitamaJokohamaSapporoKashimaSendaiMiasta-organizatorzy na mapie Japonii | TokioSaitamaJokohamaSapporoKashimaSendaiMiasta-organizatorzy na mapie Japonii |                   |

## Koszyki
Losowanie fazy grupowej Igrzysk Olimpijskich w piłce nożnej 2020 odbyło się 21 kwietnia 2021 roku w Zurychu w Szwajcarii.
16 drużyn zostało rozlosowanych do czterech grup po cztery drużyny. Gospodarz, czyli Japonia, została automatycznie rozstawiona do koszyka 1, podczas gdy pozostałe 15 drużyn zostały rozstawione na podstawie pięciu ostatnich olimpijskich turniejów piłkarskich. Żadna grupa nie mogła zawierać, więcej niż jedną drużynę z tej samej konfederacji.
| Koszyk 1                                                        | Koszyk 2                                 | Koszyk 3                                                               | Koszyk 4                                           |
| --------------------------------------------------------------- | ---------------------------------------- | ---------------------------------------------------------------------- | -------------------------------------------------- |
| - Japonia (gospodarz) - Brazylia - Argentyna - Korea Południowa | - Meksyk - Niemcy - Honduras - Hiszpania | - Egipt - Nowa Zelandia - Wybrzeże Kości Słoniowej - Południowa Afryka | - Australia - Arabia Saudyjska - Francja - Rumunia |

## Faza grupowa
Harmonogram spotkań:
O końcowej kolejności drużyn w każdej grupie decydują:
1. Liczba punktów uzyskana przez drużyny we wszystkich meczach grupowych;
2. Bilans bramek uzyskany we wszystkich meczach grupowych;
3. Liczba goli strzelonych przez drużyny we wszystkich meczach grupowych.

Jeśli dwa lub więcej zespołów mają tyle samo punktów, taki sam stosunek bramek i taką samą liczbę bramek strzelonych, kolejność ustala się w następujący sposób:
a) liczba punktów uzyskanych w meczach między zainteresowanymi drużynami,
b) bilans bramek po meczach między zainteresowanymi drużynami,
c) liczba bramek strzelonych w meczach między zainteresowanymi drużynami,
d) losowanie.
Uwaga: W poniższym terminarzu turnieju podano czas środkowoeuropejski.
Legenda do tabelek:
- Pkt – liczba punktów
- M – liczba meczów
- W – wygrane
- R – remisy
- P – porażki
- Br+ – bramki zdobyte
- Br− – bramki stracone
- +/− – różnica bramek

Dwie pierwsze drużyny z każdej grupy awansują do dalszych gier.

### Grupa A
| Zespół            | Pkt | M | W | R | P | Br+ | Br− | +/− |
| ----------------- | --- | - | - | - | - | --- | --- | --- |
| Japonia           | 9   | 3 | 3 | 0 | 0 | 7   | 1   | +6  |
| Meksyk            | 6   | 3 | 2 | 0 | 1 | 8   | 3   | +5  |
| Francja           | 3   | 3 | 1 | 0 | 2 | 5   | 11  | -6  |
| Południowa Afryka | 0   | 3 | 0 | 0 | 3 | 3   | 8   | -5  |

| 22 lipca 2021 10:00 CET | Meksyk · Vega 47' · Córdova 55' · Antuna 80' · Aguirre 90+1' | 4:1(0:0)Raport | Francja · 69' (k.) Gignac | Stadion Ajinomoto, Chōfu Widzów: 0 Sędzia: Chris Beath |
|                         |                                                              |                |                           |                                                        |

| 22 lipca 2021 13:00 CET | Japonia · Kubo 71' | 1:0(0:0)Raport | Południowa Afryka | Stadion Ajinomoto, Chōfu Widzów: 0 Sędzia: Jesús Valenzuela |
|                         |                    |                |                   |                                                             |

| 25 lipca 2021 10:00 CET | Francja · Gignac 57', 78', 86' (k.) · Savanier 90+3' | 4:3(0:0)Raport | Południowa Afryka · 53' Kodisang · 73' Makgopa · 82' Mokoena | Stadion Saitama, Saitama Widzów: 0 Sędzia: Kevin Ortega |
|                         |                                                      |                |                                                              |                                                         |

| 25 lipca 2021 13:00 CET | Japonia · Kubo 6' · Doan 11' (k.) | 2:1(2:0)Raport | Meksyk · 85' Alvarado | Stadion Saitama, Saitama Widzów: 0 Sędzia: Artur Soares Dias |
|                         |                                   |                |                       |                                                              |

| 28 lipca 2021 13:30 CET | Francja | 0:4(0:2)Raport | Japonia · Kubo 27' · Sakai 34' · Miyoshi 70' · Maeda 90+1' | Stadion Nissan, Jokohama Widzów: 0 Sędzia: Iván Barton |
|                         |         |                |                                                            |                                                        |

| 28 lipca 2021 13:30 CET | Południowa Afryka | 0:3(0:2)Raport | Meksyk · Vega 18' · Romo 45' · Martín 60' | Sapporo Dome, Sapporo Widzów: 0 Sędzia: Matthew Conger |
|                         |                   |                |                                           |                                                        |

### Grupa B
| Zespół           | Pkt | M | W | R | P | Br+ | Br− | +/− |
| ---------------- | --- | - | - | - | - | --- | --- | --- |
| Korea Południowa | 6   | 3 | 2 | 0 | 1 | 10  | 1   | +9  |
| Nowa Zelandia    | 4   | 3 | 1 | 1 | 1 | 3   | 3   | 0   |
| Rumunia          | 4   | 3 | 1 | 1 | 1 | 1   | 4   | -3  |
| Honduras         | 3   | 3 | 1 | 0 | 2 | 3   | 9   | -6  |

| 22 lipca 2021 10:00 CET | Nowa Zelandia · Wood 70' | 1:0(0:0)Raport | Korea Południowa | Stadion Kashima, Kashima Widzów: 0 Sędzia: Victor Gomes |
|                         |                          |                |                  |                                                         |

| 22 lipca 2021 13:00 CET | Honduras | 0:1(0:1)Raport | Rumunia · 45+1' (sam.) Oliva | Stadion Kashima, Kashima Widzów: 0 Sędzia: Leodán González |
|                         |          |                |                              |                                                            |

| 25 lipca 2021 10:00 CET | Nowa Zelandia · Cacace 10' · Wood 46' | 2:3(1:1)Raport | Honduras · 45+1' Palma · 78' Obregón Jr. · 87' Rivas | Stadion Kashima, Kashima Widzów: 0 Sędzia: Orel Grinfeld |
|                         |                                       |                |                                                      |                                                          |

| 25 lipca 2021 13:00 CET | Rumunia | 0:4(0:1)Raport | Korea Południowa · 27' (sam.) Marin · 59' Um Won-sang · 83' (k.), 90' Lee Kang-in | Stadion Kashima, Kashima Widzów: 0 Sędzia: Jesús Valenzuela |
|                         |         |                |                                                                                   |                                                             |

| 28 lipca 2021 10:30 CET | Rumunia | 0:0(0:0)Raport | Nowa Zelandia | Sapporo Dome, Sapporo Widzów: 0 Sędzia: Kevin Ortega |
|                         |         |                |               |                                                      |

| 28 lipca 2021 10:30 CET | Korea Południowa · Hwang Ui-jo 12' (k.), 45+5', 52' (k.) · Won Du-jae 19' (k.) · Kim Jin-ya 64' · Lee Kang-in 82' | 6:0(3:0)Raport | Honduras | Stadion Nissan, Jokohama Widzów: 0 Sędzia: Georgi Kabakov |
|                         | |                |          |                                                           |

### Grupa C
| Zespół    | Pkt | M | W | R | P | Br+ | Br− | +/− |
| --------- | --- | - | - | - | - | --- | --- | --- |
| Hiszpania | 5   | 3 | 1 | 2 | 0 | 2   | 1   | +1  |
| Egipt     | 4   | 3 | 1 | 1 | 1 | 2   | 1   | +1  |
| Argentyna | 4   | 3 | 1 | 1 | 1 | 2   | 3   | -1  |
| Australia | 3   | 3 | 1 | 0 | 2 | 2   | 3   | -1  |

| 22 lipca 2021 9:30 CET | Egipt | 0:0(0:0)Raport | Hiszpania | Sapporo Dome, Sapporo Widzów: 0 Sędzia: Adham Makhadmeh |
|                        |       |                |           |                                                         |

| 22 lipca 2021 12:30 CET | Argentyna | 0:2(0:1)Raport | Australia · 14' Wales · 80' Tilio | Sapporo Dome, Sapporo Widzów: 0 Sędzia: Srđan Jovanović |
|                         |           |                |                                   |                                                         |

| 25 lipca 2021 9:30 CET | Egipt | 0:1(0:0)Raport | Argentyna · 52' Medina | Sapporo Dome, Sapporo Widzów: 0 Sędzia: Georgi Kabakov |
|                        |       |                |                        |                                                        |

| 25 lipca 2021 12:30 CET | Australia | 0:1(0:0)Raport | Hiszpania · 81' Oyarzabal | Sapporo Dome, Sapporo Widzów: 0 Sędzia: Bamlak Tessema Weyesa |
|                         |           |                |                           |                                                               |

| 28 lipca 2021 13:00 CET | Australia | 0:2(0:1)Raport | Egipt · 44' Rayyan · 85' Hamdy | Stadion Miyagi, Rifu Widzów: 4471 Sędzia: Artur Soares Dias |
|                         |           |                |                                |                                                             |

| 28 lipca 2021 13:00 CET | Hiszpania · Merino 66' | 1:1(0:0)Raport | Argentyna · 87' Belmonte | Stadion Saitama, Saitama Widzów: 0 Sędzia: Ismail Elfath |
|                         |                        |                |                          |                                                          |

### Grupa D
| Zespół                   | Pkt | M | W | R | P | Br+ | Br− | +/− |
| ------------------------ | --- | - | - | - | - | --- | --- | --- |
| Brazylia                 | 7   | 3 | 2 | 1 | 0 | 7   | 3   | +4  |
| Wybrzeże Kości Słoniowej | 5   | 3 | 1 | 2 | 0 | 3   | 2   | +1  |
| Niemcy                   | 4   | 3 | 1 | 1 | 1 | 6   | 7   | -1  |
| Arabia Saudyjska         | 0   | 3 | 0 | 0 | 3 | 4   | 8   | -4  |

| 22 lipca 2021 10:30 CET | Wybrzeże Kości Słoniowej · Al-Amri 39' (sam.) · Kessié 66' | 2:1(1:1)Raport | Arabia Saudyjska · 44' ad-Dausari | Stadion Nissan, Jokohama Widzów: 0 Sędzia: Matthew Conger |
|                         |                                                            |                |                                   |                                                           |

| 22 lipca 2021 13:30 CET | Brazylia · Richarlison 7', 22', 30' · Paulinho 90+4' | 4:2(3:0)Raport | Niemcy · 57' Amiri · 83' Ache | Stadion Nissan, Jokohama Widzów: 0 Sędzia: Iván Barton |
|                         |                                                      |                |                               |                                                        |

| 25 lipca 2021 10:30 CET | Brazylia | 0:0(0:0)Raport | Wybrzeże Kości Słoniowej | Stadion Nissan, Jokohama Widzów: 0 Sędzia: Ismail Elfath |
|                         |          |                |                          |                                                          |

| 25 lipca 2021 13:30 CET | Arabia Saudyjska · Al-Najei 30', 50' | 2:3(1:2)Raport | Niemcy · 11' Amiri · 43' Ache · 75' Uduokhai | Stadion Nissan, Jokohama Widzów: 0 Sędzia: Victor Gomes |
|                         |                                      |                |                                              |                                                         |

| 28 lipca 2021 10:00 CET | Arabia Saudyjska · Al-Amri 27' | 1:3(1:1)Raport | Brazylia · 14' Cunha · 76', 90+1' Richarlison | Stadion Saitama, Saitama Widzów: 0 Sędzia: Bamlak Tessema Weyesa |
|                         |                                |                |                                               |                                                                  |

| 28 lipca 2021 10:00 CET | Niemcy · Löwen 73' | 1:1(0:0)Raport | Wybrzeże Kości Słoniowej · 69' (sam.) Henrichs | Stadion Miyagi, Rifu Widzów: 4294 Sędzia: Leodán González |
|                         |                    |                |                                                |                                                           |

## Faza pucharowa
|  |                          |                          |                           |                           |      |           |                            |                           |                           |                           |                   |       |       |
|  | Ćwierćfinały             | Ćwierćfinały             | Ćwierćfinały              |                           |      | Półfinały | Półfinały                  | Półfinały                 |                           |                           | Finał             | Finał | Finał |
|  | Ćwierćfinały             | Ćwierćfinały             | Ćwierćfinały              |                           |      | Półfinały | Półfinały                  | Półfinały                 |                           |                           | Finał             | Finał | Finał |
|  | 31 lipca 2021 – Kashima  |                          |                           |                           |      |           |                            |                           |                           |                           |                   |       |       |
|  |                          |                          |                           |                           |      |           |                            |                           |                           |                           |                   |       |       |
|  | Japonia                  | Japonia                  | 0(4)                      |                           |      |           |                            |                           |                           |                           |                   |       |       |
|  | Japonia                  | Japonia                  | 0(4)                      | 3 sierpnia 2021 – Saitama |      |           |                            |                           |                           |                           |                   |       |       |
|  | Nowa Zelandia            | Nowa Zelandia            | 0(2)                      |                           |      |           |                            |                           |                           |                           |                   |       |       |
|  | Nowa Zelandia            | Nowa Zelandia            | 0(2)                      |                           |      | Japonia   | Japonia                    | 0                         |                           |                           |                   |       |       |
|  | 31 lipca 2021 – Rifu     |                          |                           |                           |      | Japonia   | Japonia                    | 0                         |                           |                           |                   |       |       |
|  |                          |                          | Hiszpania                 | Hiszpania                 | 1    |           |                            |                           |                           |                           |                   |       |       |
|  | Hiszpania                | Hiszpania                | Hiszpania                 | Hiszpania                 | 1    | 5         |                            |                           |                           |                           |                   |       |       |
|  | Hiszpania                | Hiszpania                |                           |                           |      | 5         | 7 sierpnia 2021 – Jokohama |                           |                           |                           |                   |       |       |
|  | Wybrzeże Kości Słoniowej | Wybrzeże Kości Słoniowej | 2                         |                           |      |           |                            |                           |                           |                           |                   |       |       |
|  | Wybrzeże Kości Słoniowej | Wybrzeże Kości Słoniowej | 2                         |                           |      | Hiszpania | Hiszpania                  | 1                         |                           |                           |                   |       |       |
|  | 31 lipca 2021 – Jokohama |                          |                           |                           |      | Hiszpania | Hiszpania                  | 1                         |                           |                           |                   |       |       |
|  |                          |                          | Brazylia                  | Brazylia                  | 2    |           |                            |                           |                           |                           |                   |       |       |
|  | Korea Południowa         | Korea Południowa         | Brazylia                  | Brazylia                  | 2    | 3         |                            |                           |                           |                           |                   |       |       |
|  | Korea Południowa         | Korea Południowa         | 3 sierpnia 2021 – Kashima |                           |      | 3         |                            |                           |                           |                           |                   |       |       |
|  | Meksyk                   | Meksyk                   | 6                         |                           |      |           |                            |                           |                           |                           |                   |       |       |
|  | Meksyk                   | Meksyk                   | 6                         |                           |      | Meksyk    | Meksyk                     | 0(1)                      | Mecz o 3. miejsce         | Mecz o 3. miejsce         | Mecz o 3. miejsce |       |       |
|  | 31 lipca 2021 – Saitama  |                          |                           |                           |      | Meksyk    | Meksyk                     | 0(1)                      | Mecz o 3. miejsce         | Mecz o 3. miejsce         | Mecz o 3. miejsce |       |       |
|  |                          |                          | Brazylia                  | Brazylia                  | 0(4) |           |                            | 6 sierpnia 2021 – Saitama | 6 sierpnia 2021 – Saitama | 6 sierpnia 2021 – Saitama |                   |       |       |
|  | Brazylia                 | Brazylia                 | Brazylia                  | Brazylia                  | 0(4) | 1         |                            | 6 sierpnia 2021 – Saitama | 6 sierpnia 2021 – Saitama | 6 sierpnia 2021 – Saitama |                   |       |       |
|  | Brazylia                 | Brazylia                 |                           |                           |      |           |                            | Japonia                   | Japonia                   | 1                         |                   |       |       |
|  | Egipt                    | Egipt                    | 0                         |                           |      |           |                            |                           | Japonia                   | 1                         |                   |       |       |
|  | Egipt                    | Egipt                    | 0                         |                           |      |           |                            | Meksyk                    | Meksyk                    | 3                         |                   |       |       |
|  |                          |                          |                           |                           |      |           |                            |                           | Meksyk                    | 3                         |                   |       |       |

### Ćwierćfinały
| 31 lipca 2021 10:00 CET | Hiszpania · Olmo 30' · Mir 90+3', 117', 120+1' · Oyarzabal 98' (k.) | 5:2 dogr.(1:1)Raport | Wybrzeże Kości Słoniowej · 10' Bailly · 90+1' Gradel | Stadion Miyagi, Rifu Widzów: 5526 Sędzia: Jesús Valenzuela |
|                         |                                                                     |                      |                                                      |                                                            |

| 31 lipca 2021 11:00 CET             | Japonia | 0:0 dogr. k. 4:2(0:0)Raport      | Nowa Zelandia | Stadion Kashima, Kashima Sędzia: Ismail Elfath |
|                                     |         |                                  |               |                                                |
|                                     |         | Rzuty karne                      |               |                                                |
| Ueda · Itakura · Nakayama · Yoshida |         | Wood · Cacace · Lewis · McCowatt |               |                                                |

| 31 lipca 2021 12:00 CET | Brazylia · Cunha 37' | 1:0(1:0)Raport | Egipt | Stadion Saitama, Saitama Sędzia: Chris Beath |
|                         |                      |                |       |                                              |

| 31 lipca 2021 13:00 CET | Korea Południowa · Lee Dong-gyeong 20', 51' · Hwang Ui-jo 90+1' | 3:6(1:3)Raport | Meksyk · 12', 54' Martín · 30' Romo · 39' (k.), 63' Córdova · 84' Aguirre | Stadion Nissan, Jokohama Sędzia: Orel Grinfeld |
|                         |                                                                 |                |                                                                           |                                                |

### Półfinały
| 3 sierpnia 2021 10:00 CET     | Meksyk | 0:0 dogr. k. 1:4(0:0)Raport              | Brazylia | Stadion Kashima, Kashima Sędzia: Georgi Kabakov |
|                               |        |                                          |          |                                                 |
|                               |        | Rzuty karne                              |          |                                                 |
| Aguirre · Vásquez · Rodríguez |        | Alves · Martinelli · Guimarães · Reinier |          |                                                 |

| 3 sierpnia 2021 13:00 CET | Japonia | 0:1 dogr.(0:0)Raport | Hiszpania · 115' Asensio | Stadion Saitama, Saitama Sędzia: Kevin Ortega |
|                           |         |                      |                          |                                               |

### Mecz o 3. miejsce
| 6 sierpnia 2021 11:00 CET | Japonia · Mitoma 78' | 1:3(0:2)Raport | Meksyk · 13' (k.) Córdova · 22' Vásquez · 58' Vega | Stadion Saitama, Saitama Sędzia: Bamlak Tessema Weyesa |
|                           |                      |                |                                                    |                                                        |

### Finał
| 7 sierpnia 2021 13:30 CET | Hiszpania · Oyarzabal 61' | 1:2 dogr.(0:1)Raport | Brazylia · 45+2' Cunha · 108' Malcom | Stadion Nissan, Jokohama Sędzia: Chris Beath |
|                           |                           |                      |                                      |                                              |

## Klasyfikacja końcowa
Uwaga: Rozstrzygnięcie meczu w rzutach karnych uznaje się jako remis i obu drużynom dodaje się 1 pkt.
| Miejsce                        | Reprezentacja            | Grupa | Mecze | Punkty | Bramki+ | Bramki- | Bramki +/− |
| ------------------------------ | ------------------------ | ----- | ----- | ------ | ------- | ------- | ---------- |
| złoto                          | Brazylia                 | D     | 6     | 14     | 10      | 4       | +6         |
| srebro                         | Hiszpania                | C     | 6     | 11     | 9       | 5       | +4         |
| brąz                           | Meksyk                   | A     | 6     | 13     | 17      | 7       | +10        |
| 4.                             | Japonia                  | A     | 6     | 10     | 8       | 5       | +3         |
| Wyeliminowane w ćwierćfinale   |                          |       |       |        |         |         |            |
| 5.                             | Korea Południowa         | B     | 4     | 6      | 13      | 7       | +6         |
| 6.                             | Nowa Zelandia            | B     | 4     | 5      | 3       | 3       | 0          |
| 7.                             | Wybrzeże Kości Słoniowej | D     | 4     | 5      | 5       | 7       | -2         |
| 8.                             | Egipt                    | C     | 4     | 4      | 2       | 2       | 0          |
| Wyeliminowane w fazie grupowej |                          |       |       |        |         |         |            |
| 9.                             | Niemcy                   | D     | 3     | 4      | 6       | 7       | -1         |
| 10.                            | Argentyna                | C     | 3     | 4      | 2       | 3       | -1         |
| 11.                            | Rumunia                  | B     | 3     | 4      | 1       | 4       | -3         |
| 12.                            | Australia                | C     | 3     | 3      | 2       | 3       | -1         |
| 13.                            | Francja                  | A     | 3     | 3      | 5       | 11      | -6         |
| 14.                            | Honduras                 | B     | 3     | 3      | 3       | 9       | -6         |
| 15.                            | Arabia Saudyjska         | D     | 3     | 0      | 4       | 8       | -4         |
| 16.                            | Południowa Afryka        | A     | 3     | 0      | 2       | 8       | -5         |

## Strzelcy

### 5 goli
- Richarlison

### 4 gole
- André-Pierre Gignac
- Hwang Ui-jo
- Sebastián Córdova

### 3 gole
- Matheus Cunha
- Rafa Mir
- Mikel Oyarzabal
- Takefusa Kubo
- Lee Kang-in
- Henry Martín
- Alexis Vega

### 2 gole
- Sami Al-Najei
- Lee Dong-gyeong
- Eduardo Aguirre
- Luis Romo
- Ragnar Ache
- Nadiem Amiri
- Chris Wood

### 1 gol
- Abdulelah Al-Amri
- Salim ad-Dausari
- Tomás Belmonte
- Facundo Medina
- Marco Tilio
- Lachlan Wales
- Malcom
- Paulinho
- Mahmoud Hamdy
- Ahmed Yasser Rayyan
- Téji Savanier
- Marco Asensio
- Mikel Merino
- Dani Olmo
- Juan Carlos Obregón Jr.
- Luis Palma
- Rigoberto Rivas
- Ritsu Doan
- Daizen Maeda
- Kaoru Mitoma
- Kōji Miyoshi
- Hiroki Sakai
- Kim Jin-ya
- Um Won-sang
- Won Du-jae
- Roberto Alvarado
- Uriel Antuna
- Johan Vásquez
- Eduard Löwen
- Felix Uduokhai
- Liberato Cacace
- Kobamelo Kodisang
- Evidence Makgopa
- Teboho Mokoena
- Eric Bailly
- Max Gradel
- Franck Kessié

### Gole samobójcze
- Abdulelah Al-Amri (dla Wybrzeża Kości Słoniowej)
- Elvin Oliva (dla Rumunii)
- Benjamin Henrichs (dla Wybrzeża Kości Słoniowej)
- Marius Marin (dla Korei Południowej)